# Magenta, Marne
Magenta là một xã thuộc tỉnh Marne trong vùng Grand Est đông nam nước Pháp. Xã này nằm ở khu vực có độ cao trung bình 72 mét trên mực nước biển.
Dân số năm 2006 là 1788 người. Xã được đặt tên theo trận Magenta, ngày nay thuộc Italia.